# Sacca San Biagio

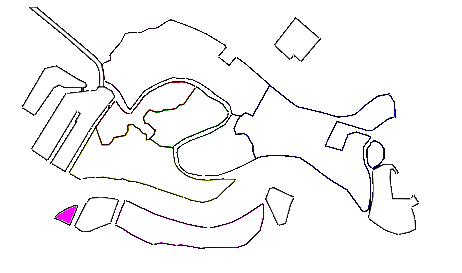
Poziţia insulei Sacca San Biagio în Veneţia

Sacca San Biagio este o insulă artificială în Laguna Venețiană din nordul Italiei. Ea formează capătul vestic al insulei Giudecca, care, ca și ea, depinde de Sestiere Dorsoduro. Se învecinează înspre est cu insula artificială Sacca Fisola prin Canale San Biagio, care este traversat de un pod.
Insula a fost formată între anii '30 și '50 ai secolului al XX-lea, prin acumularea de deșeuri din orașul Veneția. Între 1973 și 1985, a funcționat pe insulă un incinerator care a făcut ca insula să fie poreclită Ìxoła Scoasse ("Insula deșeurilor").

## Geografie
Sacca San Biagio se învecinează în partea de est cu insula Sacca Fisola - de care este conectată printr-un pod. 
Insula are o suprafață de 3 hectare, cu o lungime de 359 m și o lățime de 200 m. Ea este nelocuită.